# Berto Pisano
Pour les articles homonymes, voir Pisano.
Berto Pisano, né le 13 octobre 1928 à Cagliari (Sardaigne) et mort le 29 janvier 2002 à Rome (Latium), est un compositeur, chef d'orchestre, arrangeur musical, contrebassiste italien.

## Biographie
Frère cadet de Franco Pisano (avec qui il a commencé son activité artistique comme musicien de jazz en jouant de la contrebasse d'abord dans le Quintetto Aster (it) et ensuite dans les Asternovas (it), le groupe qui accompagnait Fred Buscaglione), il a été l'auteur et l'arrangeur de chansons pour Edda Dell'Orso, Mina et de nombreuses bandes originales pour le cinéma et la télévision.
Connu pour être un compositeur de musique particulièrement persuasif et considéré comme un élément fondamental de la musique dite « lounge » italienne, ses plus grands succès comprennent le tube A Blue Shadow, écrit par Romolo Grano (it), le générique du téléfilm Ho incontrato un'ombra (it) (1974) de Daniele D'Anza.

## Discographie non exhaustive

### Album
- 1970 - Interrabang
- 1973 - N. 15 Musicorama
- 1974 - N. 16 Musicorama
- 1974 - A Blue Shadow - Ho Incontrato Un'Ombra
- 1975 - Berto Pisano e la sua orchestra vol. II
- 2006 - Sissignore!
- 2015 - Basta guardarla

### Single
- 1967 - Chi non è con te/La banda di El Santo
- 1969 - Interrabang
- 1974 - A blue shadow/Tema di Silvia
- 1974 - Idee/Ballad for Oscar
- 1975 - Flowers/Grey moustache
- 1979 - Tic nervoso/Tic nervoso (strumentale) (sous le nom de « The Brothers' Group »)

## Filmographie non exhaustive
- 1968 : Adios Caballero (Uno dopo l'altro) de Nick Nostro
- 1968 : Una forca per un bastardo d'Amasi Damiani